# Lie to Me (televisieserie)
Lie to Me (Lie to Me*) is een Amerikaanse televisieserie van televisiezender
FOX die daar ook in première ging op 21 januari 2009. De serie wordt buiten
de VS onder meer uitgezonden in Australië, Canada, het Verenigd Koninkrijk en
Zweden. In België wordt de serie uitgezonden bij 2BE, in Nederland op RTL 5.
Fox maakte op 7 december 2010 bekend dat Lie to Me geen extra afleveringen krijgt voor seizoen 3.
Op 5 mei 2011 maakte Fox bekend dat er geen vierde seizoen zal komen van Lie to Me.

## Beschrijving
Lie to Me is een dramaserie over het bedrijf van Cal Lightman en zijn werknemers dat ingehuurd wordt om in onderzoeken de waarheid boven te halen. Dat doen ze door op gelaatsexpressies en lichaamstaal te letten tijdens ondervragingen. Het personage van Lightman werd gebaseerd op psycholoog Paul Ekman die een autoriteit is op dit gebied.

## Personages
| Acteur              | Personage         | Opmerkingen |
| ------------------- | ----------------- | --- |
| Hoofdpersonages     |                   | |
| Tim Roth            | Dr. Cal Lightman  | Oprichter van The Lightman Group. Hij begon gelaatsexpressies te bestuderen na de onverwachte zelfmoord van zijn moeder. Hij is gescheiden en heeft gedeeld voogdijschap over zijn tienerdochter Emily. |
| Kelli Williams      | Dr. Gilian Foster | Naaste collega van Lightman. Ze heeft een pact met hem om uit elkaars privélevens te blijven. Daardoor kan Lightman haar niet wijzen op het overspel van haar man. Ze heeft ook ooit een baby geadopteerd die na enkele maanden moest terugkeren naar de echte moeder. |
| Monica Raymund      | Ria Torres        | Luchthavenbeveiligingsbeambte met een natuurlijke gave voor gelaatsexpressies die in de eerste aflevering door Lightman wordt aangeworven. Ze werd als kind misbruikt door haar vader en is niet opgeleid. Soms nemen haar emoties de bovenhand in haar werk. |
| Brendan Hines       | Eli Loker         | Jonge opgeleide medewerker van Lightman. Hij is ook een levensverbeteraar. Hij is aanhanger van wat hij radicale eerlijkheid noemt. Daardoor vertelt hij altijd de waarheid ook al kan die hard aankomen. Maar nadat hij een blauwtje gelopen had, betrapte Torres hem erop dat hij toch een leugen had verteld. Enkele afleveringen later speelt hij gevoelige informatie over een klant door aan de overheid en wordt hij door Lightman gedegradeerd tot onbetaalde stagiair. |
| Nevenpersonages     |                   | |
| Hayley McFarland    | Emily Lightman    | Lightmans pientere dochter die al een en ander van haar vaders vaardigheden leerde, maar zelf heeft ze niet zo graag dat haar vader haar 'leest'. |
| Jennifer Beals      | Zoe Landau        | Lightmans ex-vrouw. Zij werkt voor justitie - en huurt in die hoedanigheid The Lightman Group in - en is opnieuw verloofd. In de tiende aflevering vraagt ze de hulp van Lightman in een zaak omtrent een brandstichting. Zij en Lightman schijnen terug naar elkaar toe te groeien. |
| Tim Guinee          | Alec Foster       | Fosters man en ex-cocaïneverslaafde. Hij werkt voor de overheid en heeft een affaire met een collega. Midden seizoen 2 besluiten hij en Gilian te scheiden. |
| Mekhi Phifer        | Ben Reynolds      | FBI-agent, hij vergezelt het team van Lightman tijdens hun onderzoeken en zorgt voor de bescherming van het team |
| Sean Patrick Thomas | Karl Dupree       | Geheim agent, die verliefd wordt op Ria Torres en later ook een relatie met haar heeft. In de aflevering Black and Withe" raakt hij zwaargewond tijdens een terreuraanval. |

## Afleveringen

### Seizoen 1 (2009)
1. Pilotaflevering
2. Moral Waiver
3. A Perfect Score
4. Love Always
5. Unchained
6. Do No Harm
7. The Best Policy
8. Depraved Heart
9. Life Is Priceless
10. Better Half
11. Undercover
12. Blinded
13. Sacrifice

### Seizoen 2 (2009-2010)
1. The Core of It
2. Truth or Consequences
3. Control Factor
4. Honey
5. Grievous Bodily Harm
6. Lack of Candor
7. Black Friday
8. Secret Santa
9. Fold Equity
10. Tractor Man
11. Beat the devil
12. Sweet sixteen
13. The whole truth
14. React to contract
15. Teacher and pupils
16. Delinquent
17. Bullet Bump
18. Headlock
19. Pied piper
20. Exposed
21. Darkness and light
22. Black and white

### Seizoen 3 (2010-2011)
1. In the red
2. The royal we
3. Dirty loyal
4. Double blind
5. The Canary's Song
6. Beyond Belief
7. Veronica
8. Smoked
9. Funhouse
10. Rebound
11. Saved
12. Gone
13. Killer App